# 30444 Шемп
30444 Шемп (30444 Shemp) — астероїд головного поясу, відкритий 5 липня 2000 року.
Тіссеранів параметр щодо Юпітера — 3,302.